# Sierra Charriba
Sierra Charriba (Originaltitel: Major Dundee) ist ein US-amerikanischer Western des Regisseurs Sam Peckinpah aus dem Jahr 1965.

## Handlung
Major Dundee, ein Kavallerie-Offizier der Union im amerikanischen Bürgerkrieg, war wegen Fehlverhaltens in der Schlacht von Gettysburg in das Kriegsgefangenenlager Fort Benlin nach dem New Mexico Territory versetzt worden. Nachdem eine andere Kavallerie-Abteilung auf dem Anwesen einer Familie Rostes von Apachen unter der Führung ihres Häuptlings Sierra Charriba massakriert und die drei Söhne des ebenfalls ermordeten Ranchers entführt wurden, will Dundee trotz starker Bedenken eines untergebenen Offiziers auf eigene Faust – und sicher zum Zwecke der Wiederherstellung seiner Reputation – die sich nach Mexiko zurückgezogen habenden Krieger verfolgen und vernichten. Doch dazu bedarf es erst einmal einer schlagkräftigen Truppe, die sich in seinem Fort nur schwer rekrutieren lässt. Vor allem die Konföderierten machen Probleme; während Dundees Abwesenheit hatten fünf Gefangene einen Ausbruch gewagt, waren dabei aber der zurückkehrenden Einheit in die Arme gelaufen. Ihr Anführer, ein Captain Tyreen, war früher ein Freund des wie er aus dem Süden stammenden Dundee und hatte wie dieser bereits vor dem Nord-vs.-Süd-Konflikt in Uniform gedient, doch die Freundschaft zerbrach, als Dundee bei einem Prozess des Militärgerichts gegen Tyreen wegen eines unerlaubten Duells mit Todesfolge für den Ausschluss des Selbigen aus dem Militärdienst votiert hatte. Jetzt stellt sich der in Ketten gelegte Captain bei einem Appell zwecks Anwerbung von Freiwilligen zur Verfolgung Charribas quer ("This is not my country, Major Dundee!"). Der Nordstaatler bekommt allerdings ein zusätzliches Druckmittel, weil beim Ausbruch ein Wachmann getötet wurde; jetzt wird das Quintett per Tribunal zum Tode verurteilt. Die Anwerbungsbemühungen laufen freilich auch ohne die natürlich blockenden C.S.A.-Gefangenen nur schleppend. Letztlich aber bekommt Dundee einen gemischten Haufen aus eigenen Männern, einer des Wachestehens überdrüssigen Gruppe schwarzer Unionssoldaten sowie zwielichtiger Zivilisten zusammen, und auch Tyreen gibt seinen Widerstand in Anbetracht des bereits gezimmerten Galgens auf. Freilich gilt seine Loyalität nur so lange, "bis der Apache gefangen oder getötet ist".
Dundees Truppe verwickelt die Indianer in verlustreiche Kämpfe, aus denen sie sich in ein mexikanisches Dorf zurückziehen. Dort geraten sie zwischen die Fronten von rebellischen Mexikanern und Franzosen, die Kaiser Maximilian in Mexiko an die Macht bringen wollen. Sie treffen auf Teresa Santiago, die Witwe eines mexikanischen Landarztes, die mit den Rebellen sympathisiert. Die örtliche Besatzung wird überwältigt und die ausgehungerte Bevölkerung mit eigenen Vorräten versorgt. Auf der folgenden Fiesta rivalisieren Dundee und Tyreen um die Gunst von Teresa, wodurch ihre Fehde wieder aufflammt.
Um an frische Vorräte zu kommen, entwirft Dundee den Plan, die gefangenen Franzosen entkommen zu lassen, um deren Garnison in der Stadt Durango zu mobilisieren. Deren Angriff pariert er mit einem nächtlichen Hinterhalt und kann der Truppe darauf einige Tage Erholung gönnen. Ein Indianerüberfall, bei dem Dundee durch einen Pfeil lebensgefährlich verletzt wird, beendet die Ruhe. Teresa sorgt dafür, dass Dundee heimlich nach Durango zu einem Arzt gebracht wird. Doch als Dundee zur Flasche greift und sich mit seiner Pflegerin vergnügt, droht die ganze Expedition zu scheitern; Teresa verlässt ihn. Tyreen bringt Dundee zur Vernunft, und gemeinsam können sie Sierra Charriba in einen Hinterhalt locken und ausschalten. Beim anschließenden Kampf gegen die Franzosen am Rio Grande stirbt Tyreen. Ein kleiner Rest der Truppe, angeführt von Dundee, kann sich zurück in die USA retten.

## Hintergrund
Für die Rolle des Samuel Potts hatte Regisseur Sam Peckinpah ursprünglich Lee Marvin vorgesehen. Doch seine Gagenforderung war dem Studio zu hoch. Die Dreharbeiten fanden in Mexiko statt. Das Studio wollte Peckinpah während der Dreharbeiten feuern, doch Charlton Heston sprach sich trotz Meinungsverschiedenheiten mit Peckinpah für den Regisseur aus und verzichtete sogar auf seine Gage.
Peckinpah drehte mit diesem Film seinen dritten Spielfilm. „Die wohl schmerzlichste Erfahrung in meiner Karriere machte ich mit Major Dundee [(Sierra Charriba)] 1964“, erzählte Peckinpah später. „Es war wie die anderen Filme eine Auftragsproduktion, aber das Ganze war inzwischen zu einer eigenen Geschichte geworden. Ich habe etwas übrig für zwielichtige Helden. Major Dundee, der seinen Freund den eigenen ehrgeizigen Zielen opfert, ist ein unglücklicher, krankhaft gestörter Mann, für den man zwar nicht Sympathie, aber Mitgefühl empfinden kann. Als Jerry Bresler dann zugeschlagen und den Film verstümmelt und zu Stücken zerfetzt hatte, da war ich so in die Sache reingebissen, dass es mir fast einen Schock versetzte“ (Zitat aus: Joe Hembus: Das Westernlexikon). Als sich Peckinpah seinerzeit wehrte, geriet er alsbald auf die schwarze Liste Hollywoods und bekam keine Aufträge mehr. Ein Drehbuch, aus dem Die glorreichen Reiter hervorging, gab man 1965 ausgerechnet seinem ehemaligen Freund Arnold Laven.
Der Film wurde durch Betreiben der Studiobosse umgeschnitten, um so das Scheitern Dundees zu verwässern, und kam mit einer Länge von 123 Minuten in die Kinos. Die Originalfassung war 152 Minuten lang. Filmrestauratoren gelang es 2005 durch Auffinden von Bruchstücken den Film auf 137 Minuten zu ergänzen. Die restlichen 15 Minuten blieben bislang verschollen; dass sie wiederhergestellt werden können, gilt als unwahrscheinlich. Die wiederhergestellten 14 Minuten sind bisher nicht deutsch synchronisiert worden, an dieser Stelle wird bei Fernsehausstrahlungen und Speichermedien in deutscher Synchronfassung der Originalton mit deutschen Untertiteln wiedergegeben.

## Kritiken
Für den film-dienst war Sierra Charriba ein „ungewöhnlicher Western, der die gängige Heldenglorifizierung unterläuft, charakterlich komplexe Verlierertypen in den Vordergrund stellt und deren fragwürdigen Gewaltfetischismus ungeschönt darstellt“. Dabei sei er jedoch „durch nachträgliche Eingriffe des Produzenten verstümmelt, entschärft und zu konventioneller Genreunterhaltung umgebogen“ worden. Der Evangelische Filmbeobachter bescheinigte dem Film „[e]ine weitgehendst historisch echte Wiedergabe der Zeit und der Menschen in ihren Kämpfen, Leiden und Freuden“ und merkte an, dass „[d]urch die dramaturgische klare Zeichnung der verschiedenen Typen […] ihre Motive und Handlungen leicht faßlich“ seien. Das Fazit lautete: „Spannende Unterhaltung für jung und alt.“
Kay Pinno von dvdrome.com bescheinigte Peckinpah großen Mut und Fertigkeit bei der Inszenierung des Films, machte aber auch auf die schwache zweite Hälfte aufmerksam: „Nach einer kompakten ersten Hälfte stolpert der Film etwas unentschlossen zwischen verschiedenen Subplots hin und her und verliert sein eigentliches Ziel – die Verfolgung Charribas – aus den Augen.“ Dabei zeige sich wohl „die größte Schwäche des Films“ in Gestalt von Senta Berger, die „als feurige Mexikanerin“ und als „Love-Interest von Dundee“ fehlbesetzt und zudem „dramaturgisch falsch eingesetzt“ sei „wie eine Stripperin im Gottesdienst“. Berger spielt freilich passend zu ihrer realen Herkunft eine Wienerin, die ihren mexikanischen Mann in Wien kennenlernte und ihm in dessen Heimatland folgte.

## Synchronisation
| Rolle             | Darsteller            | Synchronsprecher  |
| ----------------- | --------------------- | ----------------- |
| Major Dundee      | Charlton Heston       | Helmo Kindermann  |
| Captain Tyreen    | Richard Harris        | Reinhard Glemnitz |
| Sam Potts         | James Coburn          | Klaus W. Krause   |
| Lt. Graham        | Jim Hutton            | Klaus Kindler     |
| Teresa Santiago   | Senta Berger          | Senta Berger      |
| Tim Ryan          | Michael Anderson, Jr. | Horst Sachtleben  |
| Sergeant Gomez    | Mario Adorf           | Mario Adorf       |
| Aesop             | Brock Peters          | Gernot Duda       |
| O. W. Hadley      | Warren Oates          | Wolfgang Hess     |
| Sierra Charriba   | Michael Pate          | Herbert Weicker   |
| Captain Waller    | Karl Swenson          | Wolf Rahtjen      |
| Jimmy Lee Benteen | John Davis Chandler   | Erich Ebert       |